# 虎耳草
虎耳草（学名：Saxifraga stolonifera）为虎耳草科虎耳草属下的一个种。

## 形态
多年生常绿草本，全株有毛。红紫色匍匐而细长的茎，丝状枝着地可生幼苗。圆或肾形的肉质厚叶片，丛生于茎基部，边缘有不规则的锯齿，绿色的表面和淡紫红色的背面。6～7月开花，花梗自叶丛中抽出，着生红紫色长毛，白色花瓣5片。卵圆形蒴果。

## 扩展阅读

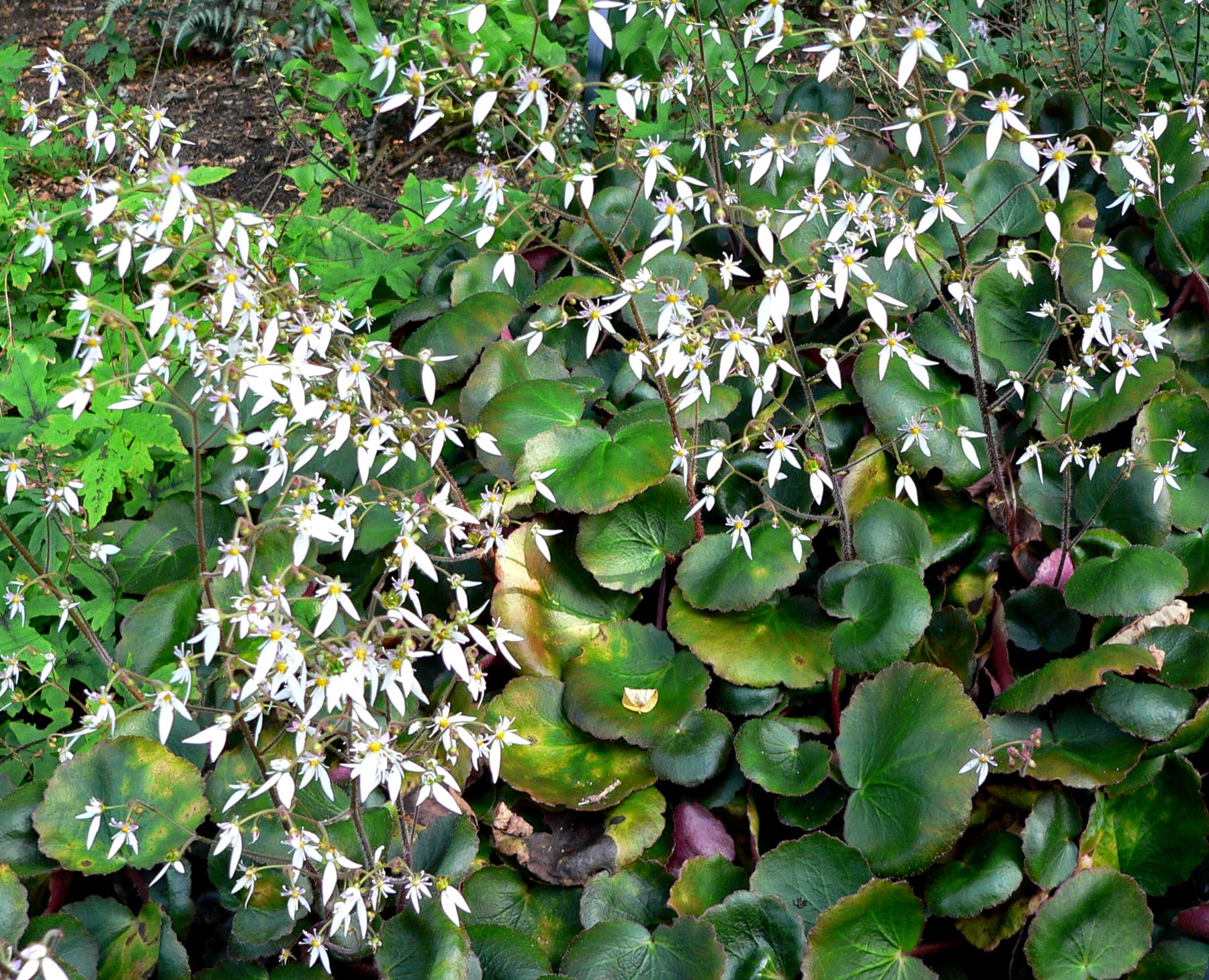

維基物種上的相關：虎耳草
 维基共享资源上的相關多媒體資源：虎耳草
[在维基数据编辑]
 《植物名實圖考·虎耳草》，出自吳其濬《植物名實圖考》